# 熊谷市立荒川中学校
熊谷市立荒川中学校（くまがやしりつ あらかわちゅうがっこう）は、埼玉県熊谷市にある公立中学校。学級数10クラス、生徒数597名。

## 近隣の施設
- 私立荒川幼稚園
- 熊谷市立熊谷南小学校
- 埼玉自動車学校
- 秩父鉄道石原駅

## 出身者
- 加藤幸子（ファッションモデル）
- 加藤美紀（元ファッションモデル、加藤幸子の実姉）
- 杉田裕（JAYWALK、キーボード）
- 関口聡史（バスケットボール選手）
- 鶴間政行（放送作家）
- 文月玲（元宝塚歌劇団雪組男役）
- 鞠花ゆめ（宝塚歌劇団雪組娘役）
- 持田京子（アトランタオリンピックソフトボール日本代表）